# Murray Smith
Murray Smith (Palmerston North, 28 maart 1945) is een Nieuw-Zeeland darter die uitkwam voor de WDF.
Smith bereikte de laatste 24 van het World Professional Darts Championship 1979 en verloor van Jim McQuillan uit Ierland met 0-2.
Smith bereikte de laatste 64 van het WDF World Cup 1979 en verloor van Colin Cope uit Hong Kong met 2-4.

## Resultaten op wereldkampioenschappen

### BDO
- 1979: Laatste 24 (verloren van Jim McQuillan 0-2)

### WDF
- 1979: Laatste 64 (verloren van Colin Cope 2-4)